# Le Mesnil-Simon (Calvados)
Le Mesnil-Simon és un municipi francès situat al departament de Calvados i a la regió de Normandia. L'any 2007 tenia 164 habitants.

## Demografia

### Població
El 2007 la població de fet de Le Mesnil-Simon era de 164 persones. Hi havia 66 famílies de les quals 12 eren unipersonals (8 homes vivint sols i 4 dones vivint soles), 25 parelles sense fills, 25 parelles amb fills i 4 famílies monoparentals amb fills.
La població ha evolucionat segons el següent gràfic:
Habitants censats

### Habitatges
El 2007 hi havia 87 habitatges, 67 eren l'habitatge principal de la família, 16 eren segones residències i 3 estaven desocupats. 84 eren cases i 2 eren apartaments. Dels 67 habitatges principals, 59 estaven ocupats pels seus propietaris, 5 estaven llogats i ocupats pels llogaters i 3 estaven cedits a títol gratuït; 1 tenia dues cambres, 13 en tenien tres, 16 en tenien quatre i 38 en tenien cinc o més. 51 habitatges disposaven pel capbaix d'una plaça de pàrquing. A 28 habitatges hi havia un automòbil i a 34 n'hi havia dos o més.

### Piràmide de població
La piràmide de població per edats i sexe el 2009 era:
| Homes | Edats   | Dones |
| ----- | ------- | ----- |
| 0     | 95 o +  | 0     |
| 0     | 90 a 94 | 0     |
| 0     | 85 a 89 | 4     |
| 0     | 80 a 84 | 0     |
| 0     | 75 a 79 | 8     |
| 0     | 70 a 74 | 0     |
| 8     | 65 a 69 | 4     |
| 0     | 60 a 64 | 4     |
| 8     | 55 a 59 | 0     |
| 0     | 50 a 54 | 8     |
| 4     | 45 a 49 | 0     |
| 4     | 40 a 44 | 4     |
| 8     | 35 a 39 | 4     |
| 16    | 30 a 34 | 12    |
| 4     | 25 a 29 | 8     |
| 0     | 20 a 24 | 0     |
| 0     | 15 a 19 | 4     |
| 8     | 10 a 14 | 12    |
| 4     | 5 a 9   | 20    |
| 12    | 0 a 4   | 8     |

## Economia
El 2007 la població en edat de treballar era de 114 persones, 75 eren actives i 39 eren inactives. De les 75 persones actives 70 estaven ocupades (38 homes i 32 dones) i 5 estaven aturades (1 home i 4 dones). De les 39 persones inactives 16 estaven jubilades, 12 estaven estudiant i 11 estaven classificades com a «altres inactius».

### Ingressos
El 2009 a Le Mesnil-Simon hi havia 64 unitats fiscals que integraven 167 persones, la mediana anual d'ingressos fiscals per persona era de 17.116 €.

### Activitats econòmiques
Dels 13 establiments que hi havia el 2007, 1 era d'una empresa de fabricació d'altres productes industrials, 2 d'empreses de construcció, 5 d'empreses de comerç i reparació d'automòbils, 2 d'empreses de transport, 1 d'una empresa financera, 1 d'una empresa immobiliària i 1 d'una empresa de serveis.
Els 2 serveis als particulars que hi havia el 2009 eren guixaires pintors.
L'any 2000 a Le Mesnil-Simon hi havia 12 explotacions agrícoles que ocupaven un total de 141 hectàrees.

## Poblacions més properes
El següent diagrama mostra les poblacions més properes.